# Ересиарх
Ересиа́рх (др.-греч. αἱρεσι-άρχης от др.-греч. αἵρεσις — «школа, учение, секта» и др.-греч. ἀρχή — «начало, основание, власть») — в период античности — глава философской школы (в этом значении слово употреблено, например, у Секста Эмпирика); в христианское время — основатель или глава еретического учения. Как правило, понятие употребляется представителями крупных христианских конфессий (православие, католицизм, протестантизм) по отношению к основателям или руководителям религиозных направлений в раннем христианстве, которые в дальнейшем были признаны еретическими.
В последнее время имеются прецеденты появления самопровозглашённых ересиархов, то есть тех, кто полностью осознанно причисляет себя к еретикам и самовольно объявляет себя ересиархами.

## Наиболее известные ересиархи
В хронологическом порядке
- Василид (деят. 117—138 годы)
- Павел Самосатский (200—275)
- Ориген (185—254)
- Лукиан Антиохийский (ум. 312)
- Арий, основатель арианства (256—336)
- Аполлинарий Лаодикийский (ок. 310 — ок. 390)
- Евномий (ум. ок. 394)
- Пелагий (ок. 360 — после 431)
- Евтихий (ок. 370 — после 454)
- Несторий (после 381 — ок. 451)
- Севир Антиохийский (465—538)
- Василий Богомил (ум. 1118)
- Генрих Лозаннский[англ.] (ум. 1148)
- Феодосий Косой середина XVI века.